# Вулиця Свєнціцького
Вулиця Свєнці́цького — вулиця у Галицькому районі міста Львова, в місцевості Софіївка. Є продовженням забудови з парного боку вулиці Франка і прямує до вулиць Мушака та Снопківської.

## Історія
Вулиця, виникла 1871 року вздовж забетонованого потоку Залізна Вода. Початково під назвою Дверницького, на честь  польського військовика, генерала, кавалерійського командира під час польського повстання 1831 року Юзефа Дверницького. Ряд котеджів, збудованих за проєктами Вільгельма Штенгеля і Йогана Міхеля, існував тут ще до впорядкування вулиці. Назва змінювалась неодноразово: Бад Ґассе — від січня 1941, повторно Дверницького від серпня 1941, Бадгассе — 1943, втретє Дверницького — липень 1944, Інститутська — 1946, 30-річчя Перемоги — 1975. Сучасна назва, на честь філолога, етнографа і музеєзнавця Іларіона Свєнціцького, походить із 1991 року.

## Будівлі
№ 1 — будівля Інституту фізики конденсованих систем НАН України. Колишня бурса імені Т. Костюшка Товариства наукової допомоги, збудована 1900 року за проєктом Людвіка Вежбицького та Людвіка Фрюгауфа. Фасад із нетинькованої червоної цегли, вирішений у формах неоренесансу.
№ 2 — будівля ВП «Західна електроенергетична система» ПАТ «Національна енергетична компанія Укренерго». Спорудження будівлі розпочато ще 1938 року для Польського історичного товариства за проєктом Тадеуша Солецького.
№ 5 — будівля у стилі функціоналізму, споруджений у 1938—1939 роках для Львівської фармацевтичної фабрики за проєктом Тадеуша Врубеля. Тут містилися склади сировини, відділ фасування, аналітична лабораторія, конторські приміщення. На першому поверсі від часу побудови була аптека. Будинок внесений до Реєстру пам'яток архітектури місцевого значення під охоронним № 1356-м.
№ 6а — у цьому будинку містилося інженерно-будівельне бюро Станіслава Маліни.
№ 7 — вілла, свого часу належала майстрові художнього металу Станіславові Конопацькому. Збудована у другій третині XIX століття за проектом Вільгельма Штенгеля і Йогана Міхеля.
№ 9, 11, 11а — чотириповерхові житлові будинки у стилі модернізованого класицизму. Збудовані у 1911—1912 роках за проєктом Адольфа Піллера. В останньому з них у 1912—1915 роках діяло архітектурне бюро Збігнєва Левинського. Будинки № 9 та № 11 внесені до Реєстру пам'яток архітектури місцевого значення під охоронними №№ 107-м та  234-м.
№ 10 — неоренесансна вілла, споруджена 1895 року за проєктом Адама Берського. Будинок внесений до Реєстру пам'яток архітектури місцевого значення під охоронним № 654-м.
№ 12 — сецесійна триповерхова вілла, збудована 1901 року за проєктом Альфреда Захаревича для родини Рідлів. 1945 року тут мешкав і помер відомий математик Стефан Банах. Після другої світової війни тут мешкали нащадки Василя Стефаника. Із часом було втрачено частину ліпних сецесійних оздоб та дерев'яних конструкцій даху. Будинок внесений до Реєстру пам'яток архітектури місцевого значення під охоронним № 655-м.
№ 15 — початково на цьому місці стояла вілла Камінських, власників ставу на Снопкові (нині басейн «Залізна Вода»). Збудована 1847 року та розширена у 1876 році. У 1930—1938 роках тут збудовано гімназію імені Королеви Ядвіги у стилі функціоналізму за проєктом Тадеуша Пісевича (споруджував Адольф Каменобродський). Проєктом був передбачений будинок директора у дворі, що мав утворювати зі школою єдиний ансамбль, який не було реалізовано. Нині це львівська середня загальноосвітня школа № 27 з поглибленим вивченням інформаційних технологій та іноземних мов міста Львова, 19 червня 2015 року Львівська міська рада присвоїла школі ім'я Юрія Вербицького, в якій Юрій навчався у 1970—1980 роках.
№ 16 — вілла «Люсія», споруджена у проміжному стилі між історизмом, сецесією та модерном у 1895—1896 роках фірмою Івана Левинського за проєктом архітектора Івана Долинського на замовлення Юзефа Ольпінського, власника ділянки (конскрипційний № 39) на тодішній вул. Дверніцького, 16. У 1897 році тут мешкав цісарський радник і контролер Головної крайової каси Юзеф Обмінський. Від 1916 року власницею вілли була Кароліна Скотт. У 1931—1933 роках тут мешкав Станіслав Лемпицький — польський вчений, письменник, професор, представник львівсько-варшавської філософської наукової школи. Чоловік польської поетеси Ядвіги Гамської-Лемпіцької. По закінченню війни вілла була націоналізована та перетворена на звичайний житловий будинок на 5 помешкань. 6 липня 2007 року будинок знятий з балансу ЛМР, а у листопаді 2013 року віллу придбало ОСББ «Свєнціцького, 16», яке збирається на місці вілли спорудити житлову багатоповерхівку з підземним паркінгом. Об'єкт культурної спадщини, рекомендований для внесення до Реєстру пам'яток архітектури.
№ 17 — чотириповерхова будівля споруджена у 1924—1926 роках для потреб VIII міської гімназії імені Короля Казимира Великого за проєктом Владислава Дердацького у формах модернізованого класицизму з декором у стилі пізнього модерну та ар деко До будівлі колишньої гімназії примикає каплиця з апсидою та фігурним рельєфом на південному фасаді. У радянські часи — львівська середня школа № 14 міського відділу народної освіти. У середині 1996 році будівлю було передано Львівській Богословській академії, заснованій у 1928 році митрополитом Андреєм Шептицьким та відновленій у 1994 році (нині — Український католицький університет). Вхід до будівлі з вулиці Мушака. Будинок внесений до Реєстру пам'яток архітектури місцевого значення під охоронним № 1665-м.
№ 18 — житловий багатоквартирний будинок, споруджений 1998 року за проєктом Ярослава Мастила.

## Пам'ятники, меморіальні таблиці
- При перетині з вулицями Франка та Самчука у 1962 році встановлено пам'ятник радянському диверсанту Миколі Кузнецову. Скульптори Валентин Подольський Василь Власов, С. Рукавишніков, архітектори Володимир Дорошенко[28], Михайло Каневський[29].1993 року пам'ятник демонтовано і перевезено до Росії. На цьому місці планувалося встановлення пам'ятника Володимирові Кубійовичу[16].
- 1 грудня 2014 року, на фасаді львівської середньої загальноосвітньої школи № 27, що на вул. Свєнціцького, 15, відкрита пам'ятна таблиця колишньому учню, активісту Євромайдану Юрієві Вербицькому[30].
- На площі, утвореній перехрестям вулиць Василя Стуса — Іларіона Свєнціцького — Снопківською, у 2021 році становлено пам'ятник-меморіал депортованим українцям з території Закерзоння у 1944—1951 роках. 27 грудня 2021 року відбулося відкриття та чин освячення пам'ятника-меморіалу та відслужили панахиду за тими, хто постраждав від злочину депортації. Автор проєкту пам'ятника-меморіалу полтавський скульптор Сергій Олешко[31].